# Ábrahámfalva (történelmi település)
Ábrahámfalva (korábbi nevén Ábrámfalva, névváltozatain Ábránfalva vagy Abránfalva) Erdélyben, Székelyföldön, a Magyar Királyság, illetve a mai Románia területén fennállt, a 13-14. század környékén a tatárjárás során felgyújtott, valamint elpusztított egykori település, amelyet a hagyomány szerint a jelenlegi Csíkrákos község őstelepülésének tartanak.
A korábbi település az Ábrám nemzetség (Ábrahám nemzetség) nevének az emlékét őrzi. Endes Miklós történetíró Csík-, Gyergyó-, Kászon-székek (Csík megye) földjének és népének története 1918-ig című művében „Felcsík rég eltűnt községeként” említi meg. Egyes források szerint a település utolsó nemzetségei a Both, a Csutak és a Sárossi családok voltak.

## Fekvése
A Csíkrákos egykori falujának is tekinthető egykori település földrajzi elhelyezkedésével kapcsolatban Császár László csíkrákosi születésű tanár 1957-ben megjelent monográfiájában, illetve Vámszer Géza Csík vármegye településtörténete című művének erre a munkára támaszkodó részeiben is azt írják, hogy a korábbi község a Bogát-hegy nyugati oldalában, valamint a hegyen felépített 220 lépés kerületű várrom közelében, a Székelyek rétjével szemben található emelkedésen helyezkedett el.

## Története
A helység egykori lakóközösségének az volt a kötelessége, hogy a Bogát-hegyen gondozzák a napjainkban már romos állapotban lévő várat, valamint a tatárok esetleges támadásainak alkalmával megvédelmezzék azt. Ha a tatárok túlságosan nagy erősségű támadást hajtottak végre a település ellen, akkor Ábrahámfalva népességének az éjszaka leple alatt a Vár-mező, a Vár útja és a Vár kútja nevű határrészeken keresztül haladva lehetőségük volt visszavonulni az ettől a helytől mintegy 8 kilométerre, a Hargita hegység területén található Pogányvárba, amely erősségénél és nagyságánál fogva jobban ellen tudott állni a tatár támadásoknak. A Pogányvár irányában fekvő határrészek a mai napig is híven megőrizték a bogáti vár harcosainak visszavonulási útját.
A 13-14. század környékén – a tatárok egyik támadásának idején – a bogáti vár megvédésénél a védelmezők sok veszteséget okoztak az ellenségeiknek, emiatt a tatár sereg egy másik alkalommal bosszúból felgyújtotta, ezáltal teljes mértékben megsemmisítette a falut. A község lakossága a Csere-hegy (másik nevén Akasztóhegy) nevű határrész alá települt át, ahol a szájhagyomány alapján a mai Csíkrákos községnek az alapjait megvetették és felépítették.
A kutatások szerint a lakosságnak több oka is volt arra, hogy ne a régi helyén építsék fel új településüket. Egyrészt az elpusztított terület vizenyős és sáros volt, emellett „az útjukat is nehéz volt jó karban tartani”. Továbbá az egy, az Olt folyót átívelő hídra is szükségük lett volna, ugyanis Vámszer Géza írása szerint „régen az Olt pontosan a Bogát-hegy alatt folyt, ahol most az út van, ezért a régi út fent vezetett a várhegy mögött, a hegy nyakán keresztül”. Ezt a várat a hegy tetején, a hegynyak területén egy nagy sánc vette körül. Ezen kívül a mai Csíkrákos helyen fekvő helység azért is volt előnyösebb számukra, mert szélmentesebb és védettebb helynek számított, és a római katolikus vártemplom is közelebb volt a területhez, mint Ábrahámfalva.
A Bogát-hegyen, illetve a korábban a hegyen elhelyezkedő vár, valamint az ezt körülölelő sánc területén még 1935 környékén is „régi cserepek sűrűn találhatók” voltak. Az ennél lentebb elhelyezkedő részeken a település még fennmaradt „fundamentum-kövei” – alapkövei – még 1870-ben, valamint 60-70 évvel ezután, 1935-ben is megtalálhatóak voltak. Ezeknek a köveknek egy részét valamikor a 19. század végén, a vasút kiépítésekor a töltésre hordták. A településsel kapcsolatosan Császár László gyűjtése alapján többek között egy érdekes mondatöredék is fennmaradt:
Ábrahámfalván lakott egy grófleány, Ordován Katica. A Bogáton pedig Cirék László gróf lakott. Fiatalok voltak és szerették egymást. Egyszer Ordován Katica kikiáltott Bogátba: »Cirék László, gyer be a Bogátról, mert Ordován Katica arany papucsa kapcsbocskorrá[?] változott!«